# Grigor Chandschjan

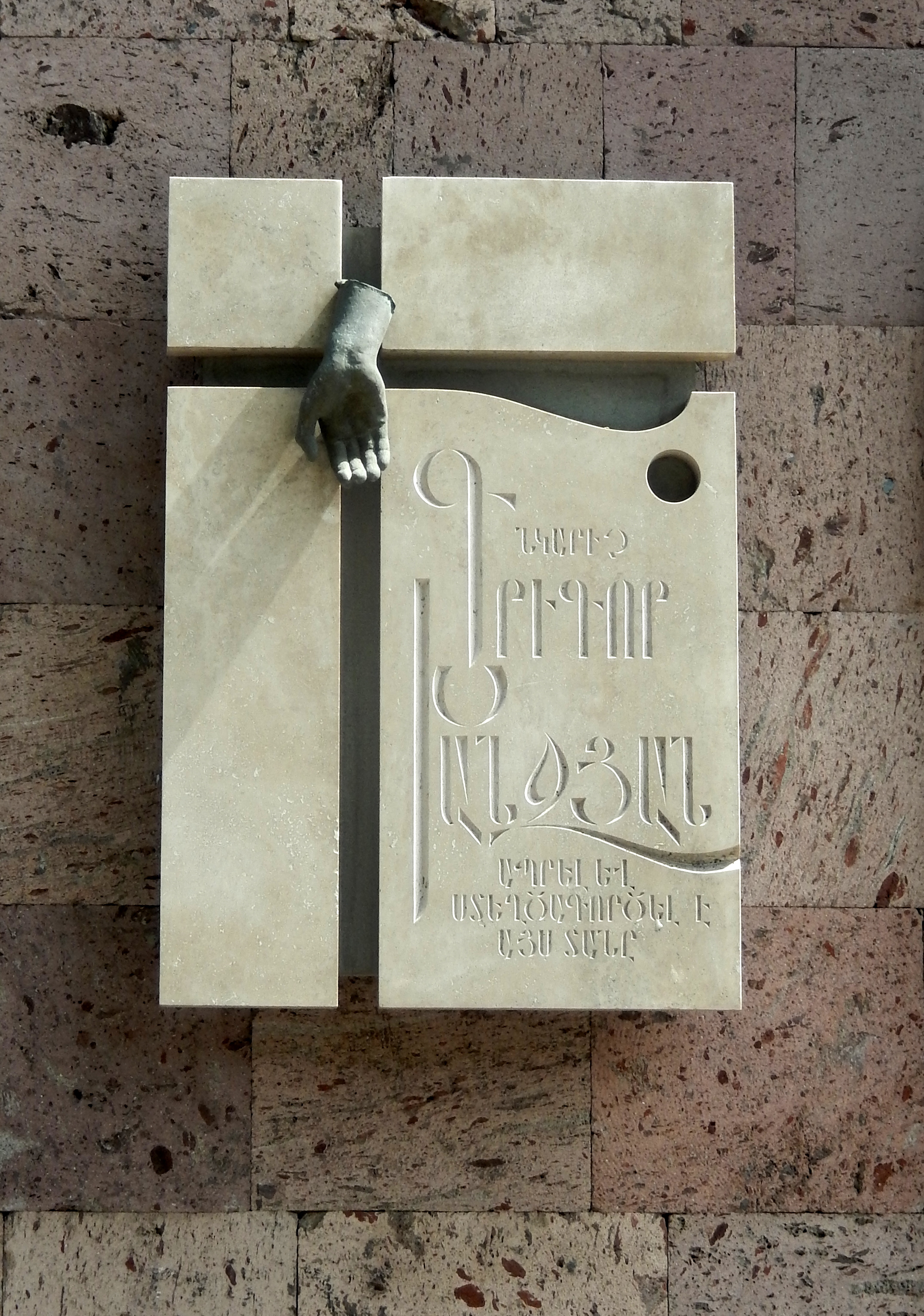
Grigor Chandschjans Gedenkstein an seinem Haus in Jerewan

Grigor Sepouhi Chandschjan (armenisch Գրիգոր Սեպուհի Խանջյան, russisch Григор Сепухович Ханджян Grigor Sepuchowitsch Chandschjan; * 29. November 1926 in Jerewan; † 19. April 2000 ebenda) war ein armenisch-sowjetischer Maler und Grafiker.

## Leben
Chandschjan besuchte die Jerewaner Kunstschule mit Abschluss 1945. Anschließend studierte er an der Jerewaner Terlemesjan-Kunsthochschule bei A. W. Bekarjan und Edouard Isabekjan mit Abschluss 1951. Für seine Abschlussarbeit wählte er den 5. Kongress der Sozialdemokratischen Arbeiterpartei Russlands 1907 in London und malte nicht wie erwartet Stalin, sondern den armenischen Bolschewisten Stepan Schahumjan.
Chandschjan war Mitglied der Union der Künstler der Armenischen SSR (ArmSSR) und wurde 1953 in deren Geschäftsführung gewählt. Er wurde Korrespondierendes Mitglied der Akademie der Künste der UdSSR (1962), Mitglied der Geschäftsführung der Union der Künstler der UdSSR (1963) und schließlich Vollmitglied der Akademie der Künste der UdSSR (1973). 1975 wurde er Abgeordneter im Obersten Sowjet der ArmSSR und Mitglied des Präsidiums. 1982 wurde er Korrespondierendes Mitglied der Akademie der Wissenschaften der ArmSSR.
Chandschjan wurde zunächst als Maler bekannt, wobei die Geschichte Armeniens schließlich sein Hauptthema wurde. Ein besonderes Interesse fanden seine Illustrationen des Romans Armeniens Wunden von Chatschatur Abowjan (1959) und des Versepos Der nie verstummende Glockenturm von Paroujr Sewak (1968), das dem Völkermord an den Armeniern 1915 und dem Komponisten Komitas gewidmet ist. 1966 wurde er Mitglied des Obersten Geistlichen Rates der Armenischen Apostolischen Kirche und Freund des Katholikos Wasgen I. Für das Katholikos-Gebäude entwarf er die Wandteppiche Schlacht von Avarayr und Das Armenische Alphabet des Mesrop Maschtoz zur armenischen Geschichte (1981). Da diese Teppiche der Öffentlichkeit nicht zur Verfügung standen, schlug der Erste Parteisekretär der ArmSSR Karen Demirtschjan vor, Reproduktionen als Wandgemälde an der neuen Jerewaner Sport- und Musikarena anzubringen. Stattdessen schuf Chandschjan den Theatervorhang Mutter Armenien für die Arena und die Wandgemälde der Teppichbilder für die Jerewan-Kaskade (jetzt Cafesjian-Kunstmuseum). Mit dem dritten Bild Wiedergeburt Armeniens entstand ein Triptychon. Durch Reisen nach Italien, Spanien und Mexiko lernte er die dortigen Kulturen kennen, was seine Werke beeinflusste. Mit seinen Arbeiten wollte er das traditionelle armenische Handwerk und die Volkskunst wiederbeleben.
2010 hielt die US-Außenministerin Hillary Clinton im Cafesjian-Kunstmuseum vor Chandschjans Triptychon eine Rede. 2016 gab die Zentralbank der Republik Armenien eine Gedenkmünze mit Chandschjans Teppich der Schlacht von Avarayr heraus.

## Ehrungen
- Orden des Roten Banners der Arbeit
- Ehrenzeichen der Sowjetunion (1956)
- Goldmedaille der Allunionskunstausstellung Moskau (1957)
- Bronzemedaille für Bildende Kunst der Weltausstellung Brüssel 1958
- Verdienter Künstler der ArmSSR (1962)
- Volkskünstler der ArmSSR (1967)
- Staatspreis der UdSSR (1969) für die Illustration des Versepos Der nie verstummende Glockenturm von Paroujr Sewak
- Staatspreis der ArmSSR (1983)
- Volkskünstler der UdSSR (1983)
- Ehrenbürger Jerewans (1986)